# TOCA Race Driver 3
A TOCA Race Driver 3 című játékot a Codemasters készítette, és 2006. február 24-én jelent meg az Egyesült Királyságban. A játékban számos, teljesen licencelt bajnokság található, mint például a DTM vagy a V8 Supercar bajnokság.

## A játék
A játék egyjátékos módja két részre osztható, a "World Tour"-ra és a "Pro-Career"-re. A "World Tour"-ban a játékosnak végig kell küzdenie magát a 32 lépcsős, különböző versenyekből álló sorozaton, egy Rick nevű "edző" segítségével. Rick az átvezetőkben tűnik fel (az átvezető animációk később ismét megnézhetőek az "Extras" (Extrák) menüpontból). A "Pro-Career" mód jóval részletesebb, ugyanis itt 150 bajnokság vár arra, hogy a játékos megnyerje őket. A játék bizonyos változataiban található egy online mód, amelyben versenyezhetünk a többi online játékossal (a számuk az adott platformtól függ), és pontokat nyerhetünk. A játék online módjában lehetőségünk van "feloldani" (unlock) a "zárolt" (locked) bajnokságokat is.

## Versenypályák
A TOCA Race Driver 3-ban 43 helyszín szerepel, összesen 13 országból. A pályák közül néhány még a Formula–1-es versenynaptárban is megtalálható.

## Autók
A játék a pályákon kívül az autókban is bővelkedik, melyek közül a legkomolyabb talán a 2005-ös Williams F1 (Williams FW27), de megtalálható a DTM, vagy a V8 Supercars sorozat teljes mezőnye is. Bár a játékban a csapatok nem licenceltek, az autók szinte minden bajnokságban azok, így a játékban a 4WD GT Championship-beli (4WD GT Bajnokság) Subaru Impreza-tól kezdve a Japanese Works Car Cup-beli (Japán Gyári Autók Kupája) Honda NSX-ig, rengeteg autóval találkozhatunk.
A játék néhány autója a Forma 1-es csapatok autóinak utánzata. Ilyen például a Team Solar autója a Forma-3 bajnokságban (a 2005-ös Formula–1-es Renault másolata) vagy Osbourne Clark Palmer Audi-ja (a 2005-ös Formula–1-es BAR másolata).